# Manfred Osten

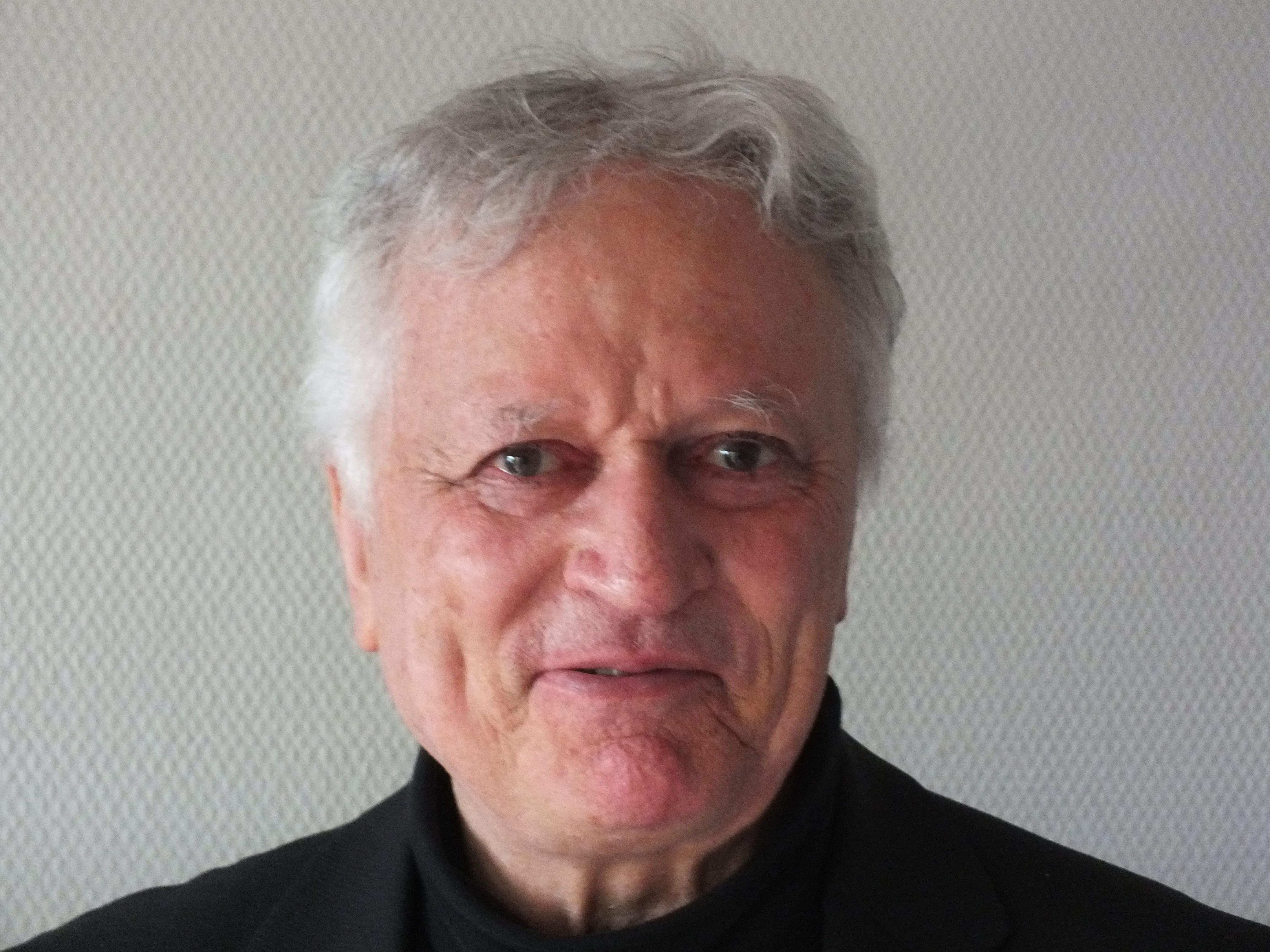
Manfred Osten Mai 2016

Manfred Osten (* 19. Januar 1938 in Ludwigslust, Mecklenburg) ist ein deutscher Autor, Jurist, Diplomat und Kulturhistoriker.

## Leben
Im Jahre 1952 flüchtete er in die Bundesrepublik Deutschland und absolvierte sein Abitur in Bad Iburg, danach studierte er Rechtswissenschaften, Philosophie, Musikwissenschaft und Literatur in Hamburg und München sowie Internationales Recht in Luxemburg. 1969 wurde er mit einer Dissertation „Über den Naturrechtsbegriff in den Frühschriften Schellings“ zum Dr. jur. promoviert. Im selben Jahr trat er in den Auswärtigen Dienst ein, wo er in den Botschaften Paris, Jaunde, N’Djamena, Canberra und Tokio tätig war. Zwischenzeitlich leitete er im Auswärtigen Amt in Bonn die Referate Südliches Afrika, Dritte-Welt-Politik und Osteuropa. Von 1995 bis 2004 war er Generalsekretär der Alexander-von-Humboldt-Stiftung. Von 2012 bis 2020 war er Jury-Mitglied der Maecenas-Ehrung durch den Arbeitskreis selbständiger Kultur-Institute e. V. – AsKI.
Er publiziert vor allem kulturwissenschaftliche und kulturhistorische Werke, darunter 1996 eine Porträtsammlung über zwölf japanische Schriftsteller mit dem Titel „Die Erotik des Pfirsichs“.
Er ist verheiratet mit Ute Osten, geborene Haubitz; die beiden haben drei Kinder.

## Ehrungen
- Orden der Aufgehenden Sonne; Japan 1993
- Silber-Medaille der Karls-Universität Prag; 1998
- Dr. h.c. (phil) der Universität Bukarest; Rumänien 2001
- Dr. h.c. (phil) der Universität Pécs; Ungarn 2001
- Dr. h.c. (ing) der Universität Alexandru Ioan Cuza Iași; Rumänien 2003[2]
- Dr. h.c. der Bulgarischen Akademie der Wissenschaften (BAW); Bulgarien 2003
- Ordentliches Mitglied der Akademie der Wissenschaften und der Literatur, Mainz[3]
- Ordentliches Mitglied der Europäischen Akademie der Wissenschaften und Künste, Salzburg
- Bundesverdienstkreuz am Bande; 2008

## Publikationen
Monographien
- Die Welt »ein großes Hospital« - Goethe und die Erziehung des Menschen zum »humanen Krankenwärter«, Wallstein-Verlag, Göttingen 2021, ISBN 978-3-8353-5045-8.[4]
- Gedenke zu leben! Wage es, glücklich zu sein! - oder Goethe und das Glück, Wallstein-Verlag, Göttingen 2017, ISBN 978-3-8353-3024-5.
- Gespräche über Gott, Geist und Geld – Peter Sloterdijk, Thomas Macho, Manfred Osten, Herder Verlag, Freiburg 2016, ISBN 978-3-451-06872-0.
- Alles veloziferisch oder Goethes Entdeckung der Langsamkeit. Zur Modernität eines Klassikers im 21. Jahrhundert, Insel Verlag, Frankfurt am Main / Leipzig 2003, ISBN 3-458-17159-2.
- mit Hans U. Brauner: Es gilt das gebrochene Wort – Das Ende der Glaubwürdigkeit. Allitera Verlag, München 2013, ISBN 978-3-86906-575-5.
- Die Kunst, Fehler zu machen. (= Bibliothek der Lebenskunst). Suhrkamp, Frankfurt am Main 2006, ISBN 3-518-41744-4.
- Diese gewisse Leichtigkeit. Horst Janssen und der Mozart-Faktor. St. Gertrude-Verlag, Hamburg 2005, ISBN 3-935855-08-7.
- Das geraubte Gedächtnis: digitale Systeme und die Zerstörung der Erinnerungskultur; eine kleine Geschichte des Vergessens. Insel-Verlag, Frankfurt am Main / Leipzig 2004, ISBN 3-458-17231-9.
- Homunculus, die beschleunigte Zeit und Max Beckmanns Illustrationen zur Modernität Goethes Steiner Verlag, Stuttgart 2002, ISBN 3-515-08205-0.
- als Hrsg.: Alexander von Humboldt: Über die Freiheit des Menschen auf der Suche nach Wahrheit. Insel-Suhrkamp-Verlag, 1999, ISBN 3-458-34221-4.
- Die Erotik des Pfirsichs: 12 Porträts japanischer Schriftsteller. (Suhrkamp-Taschenbuch 2015). Suhrkamp, Frankfurt am Main 1996, ISBN 3-518-39015-5.[1]

Gedichtbände
- Im Kerngehäuse. Gedichte. Wortwandlungen Jürgen Brodwolf. Verlag St. Gertrude, Hamburg 2008, ISBN 978-3-935855-12-9.
- Der Baum der Reisenden: Gedichte. Reisebegleitung Horst Janssen. Verlag St. Gertrude, Hamburg 1993. (Veränderte Neuauflage 2008, ISBN 978-3-923848-48-5)
- Gedichte In: Akzente – Zeitschrift für Literatur, Seite 193–288, Hg. Michael Krüger, Hanser Verlag, 1983

Periodika
- Goethes Diagnose und Therapie der Krisen des 21. Jahrhunderts In: Faust Jahrbuch 2014-2016. AISTHESIS Verlag, 2019, ISBN 978-3849815257
- Peter Sloterdijk, Das glückliche Ohr. Ein Gespräch über Musik mit Manfred Osten In: SINN UND FORM, Heft 6, 2013, ISBN 978-3-943297-14-0.
- Platon ist an allem schuld. Sloterdijks Neudeutung der abendländischen Philosophiegeschichte. In: SINN UND FORM, Heft 2, 2012, ISBN 978-3-943297-03-4.
- Unorthodoxe Betrachtungen. Bücher zur kulturellen Dimension von Politik und Geschichte In: Neue Gesellschaft | Frankfurter Hefte, Ausgabe 3 Frankfurt am Main 2011
- Sind wir eine Gesellschaft des Vergessens? In: werkbund akademiereihe, HEFTE 8-12 / 2006-2010 Deutscher Werkbund Nordrhein-Westfalen e. V. 2011
- Konfuzius oder Chinas neue Kulturrevolution. In: Insel-Almanach auf das Jahr 2009 – China. Insel-Verlag, Frankfurt am Main / Leipzig 2009, ISBN 978-3-458-17418-9.
- Konfuzius oder Chinas Kulturrevolution In: Glanzlichter der Wissenschaft 2009: Ein Almanach De Gruyter Oldenbourg 2009, ISBN 978-3828204881.
- Der See von Valencia. Alexander von Humboldt als Pionier der Umweltbewegung In: Neue Gesellschaft | Frankfurter Hefte, Ausgabe 5 Frankfurt am Main 2009
- Goethe - why he considered himself to be a Muslim In: Hadeeth ad-Dar - STATE OF KUWAIT - VOLUME 29, 2009 2009
- Die Zivilisierung des jähzornigen Großvaters. Peter Sloterdijks Evaluierung der Religionen In: Neue Gesellschaft | Frankfurter Hefte, Ausgabe 12 Frankfurt am Main 2008
- Chinas Konfuzius-Offensive In: Die Politische Meinung, Ausgabe 464 Konrad-Adenauer-Stiftung 2008
- Das Alphabet des Schweigens. Nonverbale Kommunikation in Japan In: Neue Gesellschaft | Frankfurter Hefte, Ausgabe 6 Frankfurt am Main 2008
- Sind wir eine Gesellschaft der Sprachlosigkeit? Sprache und kulturelles Gedächtnis im 21. Jahrhundert In: Neue Gesellschaft | Frankfurter Hefte, Ausgabe 3 Frankfurt am Main 2008
- PHATOS In: FRAU UND HUND. Zeitschrift für kursives Denken Nr. 12 G. H. Holländer Verlag 2008
- Chinas Konfuzius-Offensive In: Die Politische Meinung, Ausgabe 446 Konrad-Adenauer-Stiftung 2007
- Erosion des kulturellen Gedächtnisses In: Neue Gesellschaft | Frankfurter Hefte, Heft 5 Frankfurt am Main 2007
- Erinnern in einer Gesellschaft des Vergessens In: Scheideweg. Jahresschrift für skeptisches Denken, Sonderdruck, S. Hirzel Verlag 2006
- China: Ein »Europa des Ostens«? Leibniz oder die Aktualität des Konfuzianismus In: Neue Gesellschaft | Frankfurter Hefte, Heft 7+8 2006 Frankfurt am Main 2006
- Digitalisierung und kulturelles Gedächtnis In: APuZ - Aus Politik und Zeitgeschichte, HEFT 5-6/2006 2006
- „Alles veloziferisch“ Goethes Entdeckung der Langsamkeit und die Beschleunigung der modernen Wissenschaft In: Glanzlichter der Wissenschaft 2003: Ein Almanach De Gruyter Oldenbourg 2003, ISBN 978-3828202429.
- Homunculus, die beschleunigte Zeit und Max Beckmanns Illustrationen zur Modernität Goethes In: Akademie der Wissenschaften und der Literatur, JAHRGANG 2002 - NR. 1, 2002
- »Alle Guten sind genügsam« In: Internationale katholische Zeitschrift, 28. Jahrgang, Heft Sep.-Okt. 1999 1999
- Brahms geht in Japan auf. Die triumphale Tournee der Berliner Philharmoniker. In: PHILHARMONISCHE BLÄTTER 1991/92, Heft 3 1992
- Two kindred spirits: Goethe and Mozart In: The UNESCO COURIER, JULY 1991 1991

## Sonstiges
- Mitwirkung als Tutti-Bratschist im Melbourne Symphony Orchestra und in der Victoria State Opera (Australien) von 1981 bis 1983
- Lesungen und Vorträge im Inland und im Ausland sowie Podiumsgespräche u. a. mit Peter Sloterdijk, Rüdiger Safranski, Martin Walser, Adolf Muschg, Christoph Schlingensief, Horst Bredekamp, Dietrich Fischer-Dieskau, Peter Gülke, Hans Magnus Enzensberger, Peter Stein, Richard von Weizsäcker, Joachim Kaiser, Bernhard Bueb, Durs Grünbein, Martin Mosebach, Walter Kempowski, Wolf Singer, Jewgeni Jewtuschenko, Alfred Brendel, Sahra Wagenknecht
- Ehrenvorsitzender des Vereins Schumannhaus, Bonn
- Vorsitzender der Gesellschaft der Freunde (Memento vom 14. Juni 2013 im Internet Archive) des Beethoven Orchesters Bonn